# Canal du Midi
Canal du Midi hay Canal des Deux Mers (kênh đào vùng Midi hay kênh đào hai biển) là một kênh đào của Pháp nối liền sông Garonne với biển Địa Trung Hải. Kết hợp với kênh đào Garonne, Canal du Midi giúp tạo ra một con đường thủy nối liền hai biển Đại Tây Dương và Địa Trung Hải. Được xây dựng từ năm 1666 đến 1681 dưới thời vua Louis Mặt Trời, đây là con kênh đào cổ nhất của châu Âu vẫn còn hoạt động được cho đến ngày nay. Với giá trị lịch sử lớn này, năm 1996 UNESCO đã đưa Canal du Midi vào danh sách Di sản thế giới.

## Lịch sử
Mục đích ban đầu khi xây dựng Canal du Midi là tạo ra một con đường thủy nối liền Đại Tây Dương và Địa Trung Hải ngắn hơn con đường biển thông thường đi vòng qua Tây Ban Nha vốn dài hơn rất nhiều và thường xuyên bị đe dọa bởi nạn cướp biển. Ý tưởng xây dựng một con đường thủy như vậy đã có từ trước đó nhiều thế kỉ, vua François I đã từng mời Leonardo da Vinci tới Pháp năm 1516 để thực hiện cuộc khảo sát về một con đường như vậy dẫn từ sông Garonne ở Toulouse tới Carcassonne, tuy nhiên việc xây dựng đã không thể diễn ra do những khó khăn về kỹ thuật.
Người đứng ra giải quyết khó khăn này là Pierre-Paul Riquet, ông này đã thuyết phục bộ trưởng tài chính của đức vua Louis XIV là Jean-Baptiste Colbert đồng ý chi ra khoản tiền 3.360.000 livre Pháp để thực hiện dự án. Riquet đã giao cho kỹ sư François Andreossy xây dựng một con đập lớn trên sông Laudot ở Saint-Ferréol, một nhánh phụ của sông Tarn. Với chiều dài 700 mét, cao 30 mét và dày 120 mét, công trình này là con đập lớn nhất ở châu Âu thời bấy giờ với tác dụng cung cấp nước cho con kênh đào. Con kênh bắt đầu được xây dựng với các âu tàu hình oval dài 30,5 mét, rộng 6 mét ở hai đầu và 11 mét ở giữa. Ngày 15 tháng 5 năm 1681 công trình được khánh thành với cái tên Kênh đào hoàng gia Languedoc (Canal royal en Languedoc) với chi phí tổng cộng là 15 triệu livre, trong đó có 2 triệu là tiền riêng của Riquet, khiến ông này lâm vào tình trạng nợ nần tới khi qua đời năm 1680 chỉ vài tháng trước khi tác phẩm của mình đi vào hoạt động. Con kênh này được đổi tên thành Canal du Midi trong thời kì Cách mạng Pháp và giữ tên đó đến ngày nay.
Năm 1996 UNESCO đã đưa Canal du Midi vào danh sách Di sản thế giới vì những giá trị độc nhất của nó ở châu Âu.

## Đặc điểm

Sơ đồ Canal du Midi ở miền Nam nước Pháp

Canal du Midi có tổng cộng 103 âu tàu (écluse) để thay đổi độ cao tổng cộng lên tới 190 mét. Toàn bộ kênh đào có 328 công trình, ngoài các âu tàu còn có cầu, đập và các đường ống. Tại Béziers có âu tàu Fonserannes lên tới 8 cấp để đưa thuyền lên mực nước của sông Orb.
Các con thuyền đi qua kênh thời kì đầu được điều khiển bằng tay, sau đó là ngựa kéo trên bờ rồi đến các động cơ hơi nước. Vào năm 1838 có trung bình 273 thuyền lớn hoạt động thường xuyên trên kênh đào. Lưu thông đường thủy trên Canal du Midi chỉ bắt đầu giảm sút khi đường sắt ngày càng phổ biến. Hoạt động thương mại trên kênh đào chấm dứt vào năm 1980.

## Hình ảnh

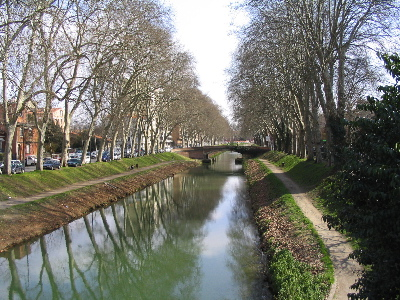
Canal du Midi
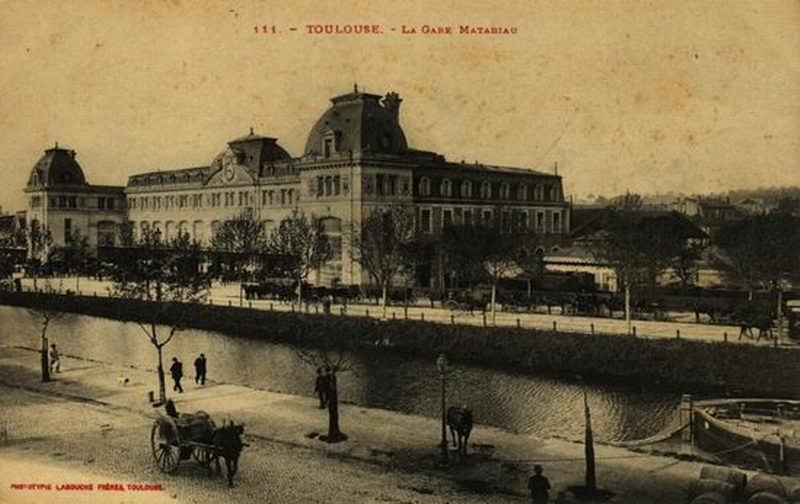
Canal du Midi phía trước ga Matabiau ở Toulouse
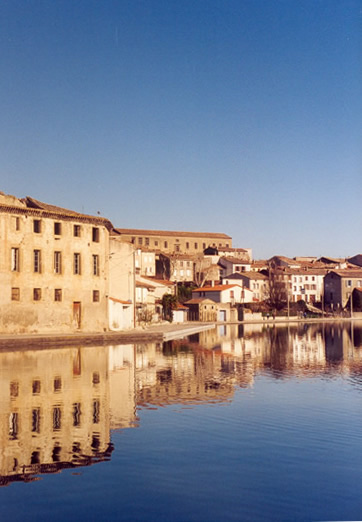
Vũng Castelnaudary, một cảng của kênh đào
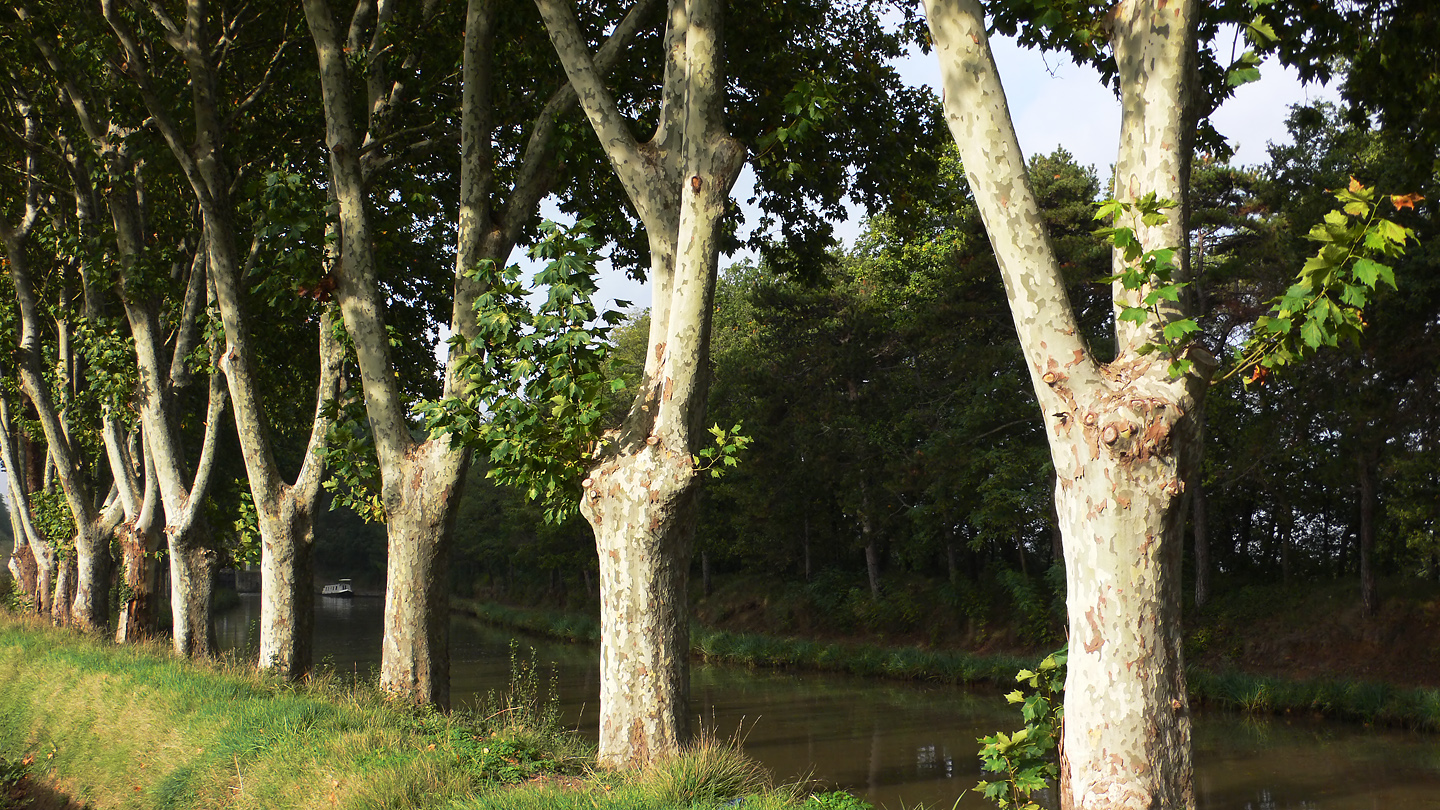
Hàng cây dọc kênh đào
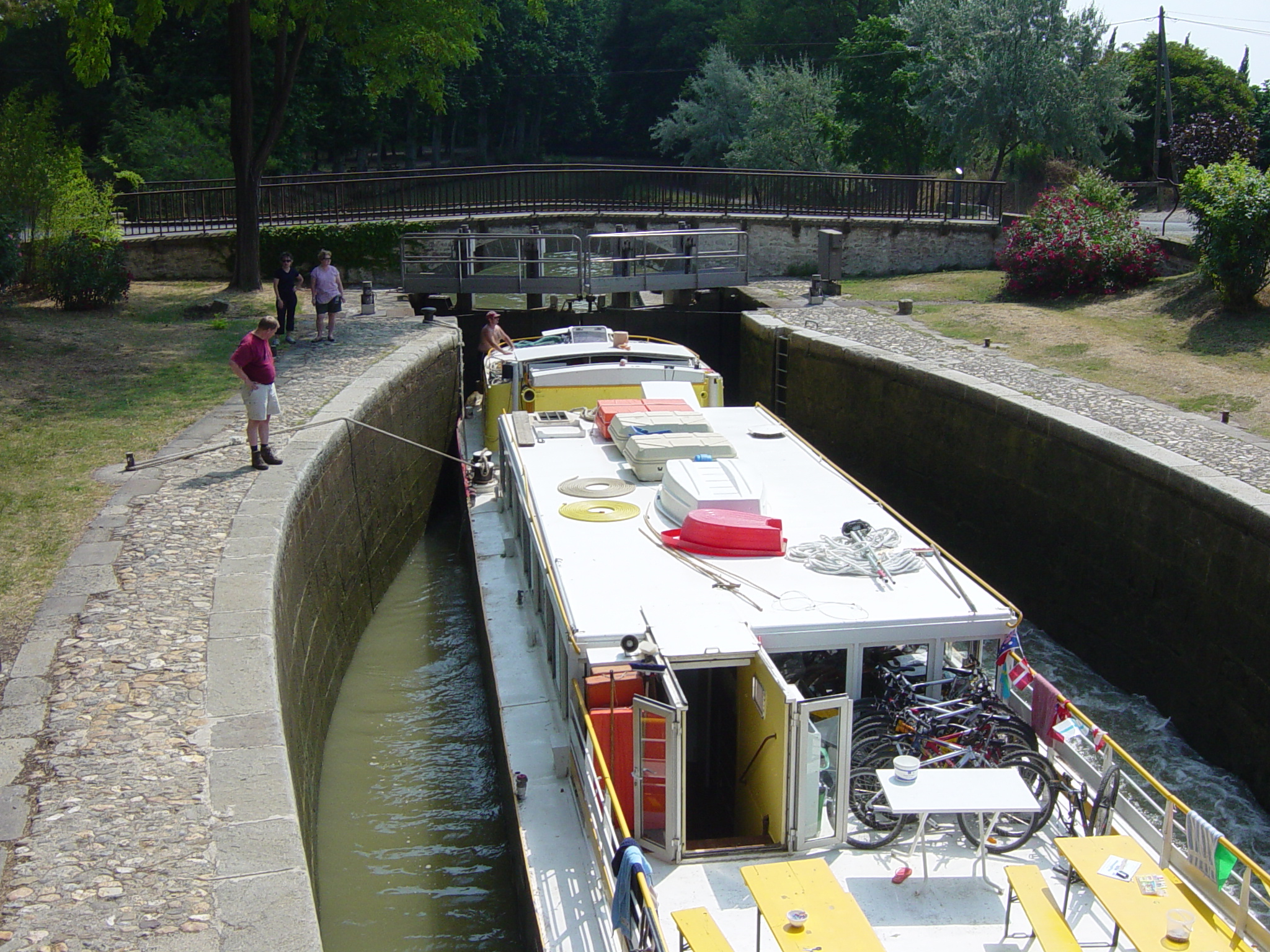
Một âu tàu điển hình của Canal du Midi
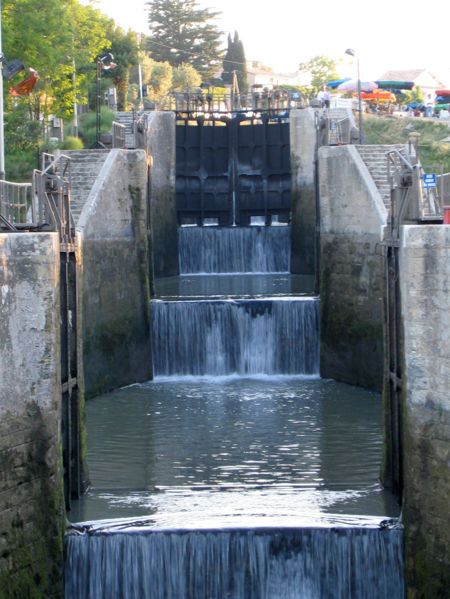
Âu tàu 8 nấc Fonseranes
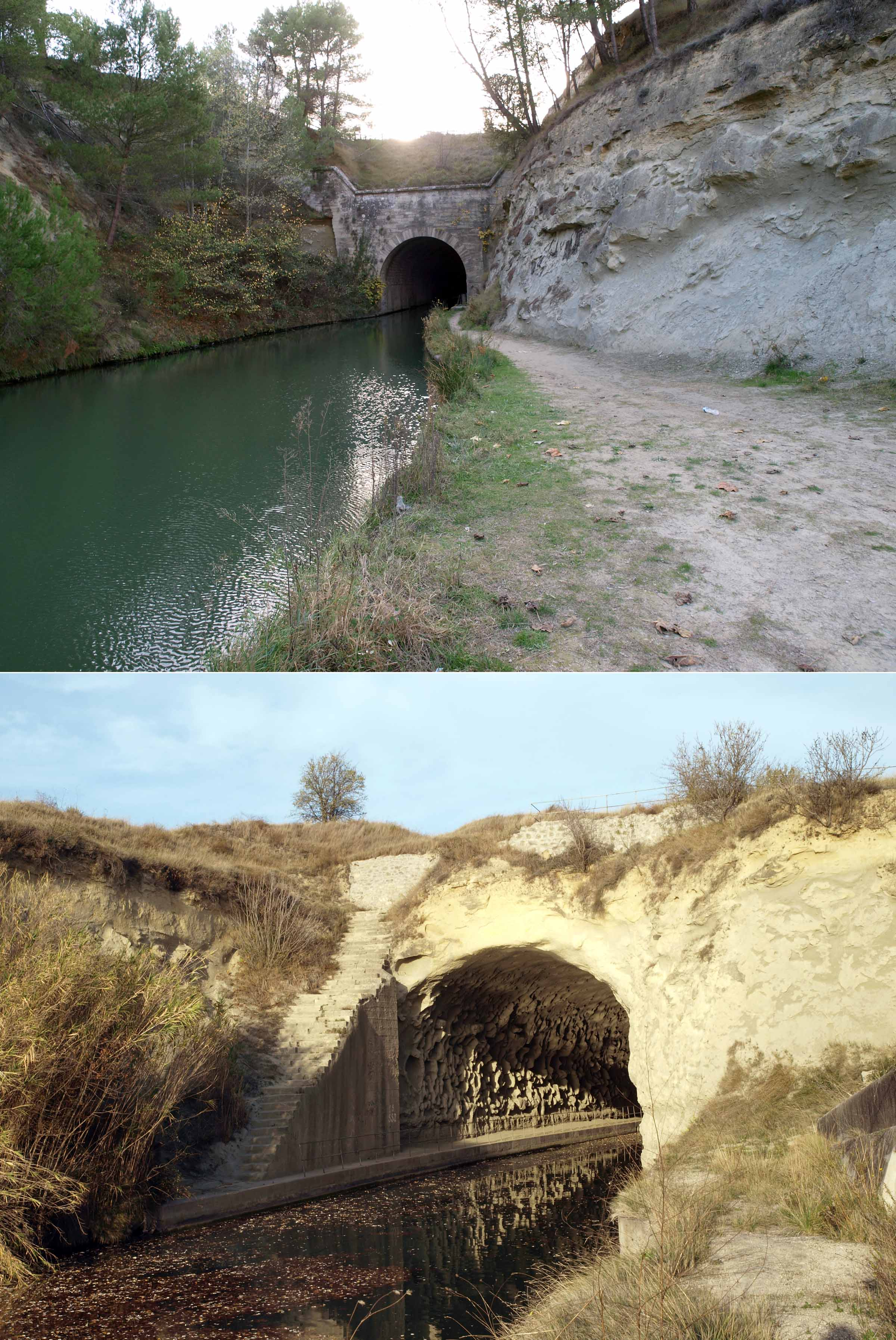
Cống Malpas
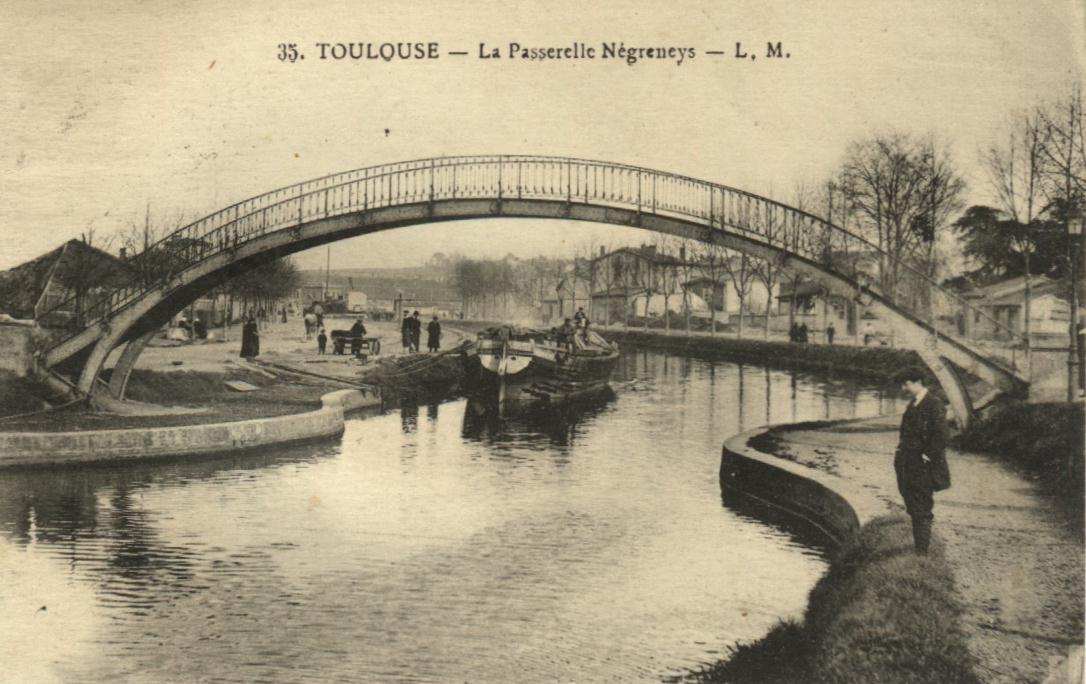
Lưu thông hàng hóa trên kênh